# Lincoln Park (New Jersey)
Pour les articles homonymes, voir Lincoln Park.
Lincoln Park est un borough situé dans le comté de Morris, dans l'État du New Jersey, aux États-Unis.